# Rosario-Santa Fe de 1936
La 11ª edición de la Rosario-Santa Fe tuvo lugar el 23 de febrero de 1936 y fue organizada por el Ciclista Moto Club Santafesino, la prueba constaba de un recorrido que largó desde Plaza Alberdi en Rosario, Timbues, Oliveros, Monje, Barranqueras, Arocena, Coronda, Santo Tomé y llegada en Santa Fe, sobre la calle Junín frente a la Escuela Industrial totalizando una distancia de 150 kilómetros.
Esta edición de la Rosario - Santa Fe con un total de 34 ciclistas inscriptos y fue ganada por el ciclista santafesino José M. López que en un reñido sprint final se impuso a Remigio Saavedra por 5 metros de ventaja, logrando de esta manera su tercer triunfo en la clásica Rosario-Santa Fe.

## Lista de Inscriptos
El listado de competidores que se inscribieron para la carrera.